# 森脇梨々夏
森脇 梨々夏（もりわき りりか、2002年〈平成14年〉5月8日 - ）は、日本のタレント、グラビアモデル。兵庫県出身。プラチナムプロダクション所属。

## 略歴
神戸市立須磨翔風高等学校卒業。高校卒業後は保育士を目指していたが、修学旅行で原宿を歩いていたところをスカウトされ、プラチナムプロダクションに入所。17歳の時であった。
2020年秋放送のABEMA『恋する♥週末ホームステイ』Season15（2020 November）に出演後、同番組のSeason16（2020冬Tokyo）で同じ事務所の原田夕季叶とカップルを成立。“ゆきりり”として人気を博した。その後、2022年5月に双方のSNSで「お別れすることになりました」と報告した。
2023年1月に上演された『リフレインする君の声〜encore2023〜』で舞台初出演。同年『ミスマガジン2023』に応募しベスト16まで入ったが、グランプリ他各賞受賞はならなかった。
2023年8月2日、同じ事務所の菅原早記（元STU48メンバー）と共に東京オートサロンのイメージガール『A-class』の2024年度メンバーに選ばれたことが発表された。21世紀生まれのA-classメンバー起用は2021年の苗加結菜以来3年ぶりであり、兵庫県出身者としては前年度（2023年）の長坂有紗に続く2年連続の起用となった。同年10月には、週刊プレイボーイ創刊57周年企画「NIPPONグラドル57人」にグラビアニュージェネレーションの1人として掲載。翌2024年1月14日、SUPER GT500クラス「STANLEY TEAM KUNIMITSU」のレースクイーンに当たる『STANLEYレースアンバサダー』に選ばれたことを発表。STANLEY史上初の21世紀生まれのアンバサダーとなった。翌2025年も日南まみと共にSTANLEYレースアンバサダーを務める。
2023年8月16日、YouTubeで配信されているバラエティ番組「佐久間宣行のNOBROCK TV」に出演。オードリー春日とのドッキリ企画でピュアすぎる反応が大きな話題を呼びSNSフォロワー数が急増。以後、同番組での活躍がきっかけで知名度が飛躍的に向上した。
2025年1月2日、「森脇梨々夏のりりちゃんねる」を開設。開設からわずか4か月で登録者数が10万人を超えた。同年7月15日、『A-class』の2026年度メンバーに選出し、2年ぶりのオートサロンイメージガールを務めることが発表された。
2025年1月24日、世界スーパーバンタム級4団体統一王座戦（井上尚弥対金藝俊）でラウンドガールを務めた。

## 人物
- 3人姉弟の次女[6]。父と弟（森脇龍星[4][5][6]）がプロボクサーで、姉はゴルフを習っていた[8]。
- 幼稚園の頃からヒップホップダンスを習う。他にブレイクダンス、テニス、空手が得意[20]。ミスマガジンのベスト16発表会見では空手の型を誇張しながら披露していた[3]。
- 「とらきち」という犬(黒柴)を飼っている[6]。
- 同い年の豊田ルナ（ミスマガジン2019グランプリ）を憧れとしている[2]。
- チャームポイントは右目上のホクロ[2]。

## 出演

### テレビ番組
- 恋する♥週末ホームステイ（2020年 - 2021年、ABEMA）[1]
- 渋谷オルガン坂生徒会（2021年 - 2022年、DHCテレビジョン）[21]
- 中居大輔と本田翼と夜な夜なラブ子さん（2021年9月30日・10月7日放送回出演、TBSテレビ）-「ゆきりり」として[22][23][11]
- ハシアゲ（#45 2025年3月23日・#46 30日・#55 6月1日・#57 15日・#64 8月10日、TSKさんいん中央テレビ）
- これ余談なんですけど・・・（2025年5月7日・14日、ABCテレビ）- アシスタント
- ダイアン津田のバーディーチャンすー（2025年5月27日 -、東海テレビ ）[24] - 2代目アシスタント
- ツギタビしませんか？（#21 2025年5月31日・#22 6月7日、BS10）
- 浜ちゃんが!（#854 2025年7月16日・#855 23日、読売テレビ）
- ゴルフ大好き！神奈月が岐阜レディースオープンに参加してみた。（2025年7月21日、テレビ愛知）

### 配信
- 佐久間宣行のNOBROCK TV[8]
  - 「春日俊彰のドケチ エスカレートドッキリ」（2023年8月16日）
  - 「究極の選択ドッキリ イジリー岡田編」（2023年10月7日）
  - 「かが屋 軽犯罪やりまくりドッキリ」（2024年6月15日）
  - 「森脇に逆ドッキリ すがちゃん編」（2024年7月10日）
  - 【涙罵倒】口喧嘩ギャルみりちゃむにレッスン (2024年8月31日)
  - 【名作ドッキリ】福留光帆が大喜利にトラウマを抱えて楽屋で大号泣 (2024年10月26日)
  - 【必殺技炸裂】森脇梨々夏へ逆ドッキリ！ (2025年2月8日）
  - 【癒し全開】森脇梨々夏 ほんわか喫茶 (2025年3月15日)
  - 【論破王への道】論破スキルを習得できるのか？ (2025年5月7日)
  - 【ポンコツ演技】「逆ドッキリ仕掛け人チャレンジ」ドッキリ (2025年7月2日)
- 「RE:CLIMATE」地球再生バラエティ
  - 「大喜利回答連発！？ママタルト、森脇梨々夏が環境問題の用語に関するクイズに挑戦！」（2024年8月5日）
- たべすぎバンズくん『あそぼうバンズくん』（2025年1月2日 - 、YouTube）[25][26]
- 幸せカナコの殺し屋生活 第2話（2025年3月7日配信、DMM TV） - コンビニの店員 役

### イベント
- 超FUJI-Q! 2020〜超十代の秋祭り〜（2020年9月21日、富士急ハイランド）[注 2]
- シンデレラフェスVol.10（2023年4月5日、さいたまスーパーアリーナ）[注 3]
- 大阪コミコン2023（2023年5月5日 - 7日、インテックス大阪）- あらた唯[注 4]と共にVeilsideブースのモデルとして参加[29][30]
- D1 GRAND PRIX 2023 Round5&6（2023年8月26日 - 27日、エビスサーキット）- あらた唯と共にSHIBATIRE（R31HOUSE）レースクイーンとしてスポット参加[31]。
- 東京ゲームショウ2023（2023年9月22日 - 24日、幕張メッセ）- 日本工学院ブースのコンパニオン[注 5]。
- NTTドコモ Presents Lemino Boxing 井上尚弥 WBA・WBC・IBF・WBOスーパーバンタム級 世界タイトルマッチ（2025年1月24日、有明アリーナ）- ラウンドガール[5]
- KANSAI COLLECTION 2025 SPRING&SUMMER（2025年3月2日、京セラドーム大阪）[33]

### ドラマ
- おいハンサム!!2 第2話（2024年4月13日、東海テレビ・フジテレビ） - エレベーターのカップル 役

### 舞台
- リフレインする君の声〜encore2023〜（2023年1月19日 - 22日、六行会ホール）- DJ AYANO役[12]
- ハイセンスA3-D朗読演劇「ガールズ&シーブズ〜銀行強盗は放課後に〜」（2025年5月30日 - 6月1日、シアターマーキュリー新宿） - 里花 役[34]

### CM
- 湘南美容クリニック「teen二重術篇」（2022年）[35]
- NIPLUX「QNose」(2024年）[36]

### ミュージックビデオ
- Hwyl「普通の顔」(2024年4月10日）[37]

## 書籍

### デジタル写真集
- START-UP（2024年3月1日、秋田書店［ヤングチャンピオンデジグラ］）[38]
- ririka22nd（2024年7月5日）[39]
- Bubble（2024年8月1日、秋田書店［ヤングチャンピオンデジグラ］）[40]
- いつも、隣で。（2024年8月1日、秋田書店［ヤングチャンピオンデジグラ］）[41]
- Summer of Love（2024年8月26日、集英社［週プレ PHOTO BOOK］、撮影：オノツトム）共演： 池本しおり、西綾乃、平岡明純、天野レナ、犬嶋英沙、都丸亜華梨、一ノ瀬のこ、青科まき[42]
- はじめての恋だから（2024年10月29日、光文社［FLASHデジタル写真集］、撮影：岡本武志）[43]
- HOT GIRL（2024年11月19日、秋田書店［ヤングチャンピオンデジグラ］）
- ピュアと小悪魔、どっちが好き？ vol.1 ピュアリリカ編（2025年1月23日、講談社［FRIDAYデジタル写真集］、撮影：大藪達也）[44]
- ピュアと小悪魔、どっちが好き？ vol.2 小悪魔リリカ編（2025年1月23日、講談社［FRIDAYデジタル写真集］、撮影：大藪達也）[45]